# Dominio vescovile a Trieste
La città di Trieste divenne sede di diocesi già nel VI secolo, ma nel 948 i vescovi ottennero anche il potere temporale sul territorio. Con ciò inizia un periodo molto importante della storia di Trieste, durato fino al 1295, sebbene i vescovi allora in carica non si possono definire particolarmente attenti alle esigenze di una città in pieno sviluppo.

## Retroscena storico
La pace concordata nell'812 tra i Franchi e Bisanzio prevedeva, tra l'altro, la cessione dell'Istria ai bizantini in cambio del loro riconoscimento del titolo di Imperatore a Carlo Magno. Questa clausola, ricordata come un semplice accordo tra le due superpotenze dell'epoca, ebbe un'imprevedibile conseguenza a lungo termine, quella di tracciare un pezzo del confine tra l'Est e l'Ovest Europeo. Trieste si trovò al limite estremo dell'Europa occidentale e per la prima volta nella sua storia a cavallo tra due blocchi mondiali. Essendo l'amministrazione franca prettamente feudale, la città si trovò di fatto sottomessa ad un potere straniero. I cittadini che fino ad allora si erano gestiti autonomamente, divennero feudatari dei Franchi, unitamente ai castellieri istriani. L'interruzione dei collegamenti marittimi con l'Oriente provocò il crollo del commercio e di tutta l'economia cittadina. In questa parte dell'Europa il potere passò rapidamente nelle mani di nobili germanici e di esponenti del clero aggregatisi ai nuovi padroni. In seguito, con l'indebolirsi del potere centrale, saranno gli stessi re a chiedere alleanze con i rappresentanti del clero, dando con ciò il via ad un periodo di supremazia della Chiesa negli affari di Stato in Europa.

## L'autonomia
Non ci sono molti documenti relativi al periodo in questione. Vi fu certamente parecchia incertezza nel caos creatosi dopo la morte di Carlo Magno. Ne fa fede ad esempio un documento risalente all'anno 847 che riporta decisioni basate su leggi bizantine, sebbene all'epoca la città si trovasse sotto dominio Franco già da sessant'anni come il resto dell'Italia. Nessuna meraviglia dunque che i dati pervenutici siano ben pochi.
Nel 948 re Lotario II d'Italia concesse al vescovo triestino Giovanni III ed ai suoi successori la completa autonomia della diocesi, definendo che l'autorità concessa si intendesse estesa fino a tre miglia dalle mura cittadine. Dato che nessuna delle vicine diocesi istriane ricevette un simile riconoscimento, questo avvenimento è da interpretare come un distacco definitivo dell'Istria da Trieste, da questo momento in poi unità storiche distinte. La città di Trieste infatti assume l'anno 948 come inizio della propria indipendenza. Naturalmente il primo imperativo fu il consolidamento dei propri confini, per cui i primi tempi furono caratterizzati da vari scontri con i vicini, in particolare con i Signori di Duino, con i Conti di Gorizia, con il Patriarca di Aquileia, con la cittadina di Muggia e con gli stessi Castellieri istriani.

## Amministrazione e cultura
Il vescovo, pur essendo la somma autorità, veniva designato dai nobili locali, e non era comunque l'unico a decidere la politica della diocesi. Lo affiancavano i rappresentanti cittadini che già prima dei Franchi avevano amministrato la città sulla base del diritto romano. Lo conferma un documento dell'inizio del XII secolo, firmato dalla «Comunitas tergestinae civitatis», costituita da dodici cittadini, tre giudici e dal gastaldo. Se ne può dedurre che all'epoca la città veniva amministrata, oltre che dai vescovi, da una comunitas che oggi potremmo tradurre con comune.
È interessante notare anche che in questo periodo i vescovi triestini non si fregiavano di titoli nobiliari, cosa peraltro normale nel resto d'Europa.
Durante il potere dei vescovi, cioè per più di tre secoli, Trieste non poté evolversi e svilupparsi, in quanto si trovava costantemente in guerra con Venezia. L'unica testimonianza di quei tempi è la cattedrale. Molti storici ritengono che anche il castello sia sorto in quest'epoca come rifugio durante le scorrerie veneziane, ma non ci sono sufficienti prove storiche al riguardo. Sembra invece più probabile che fossero gli stessi Veneziani a porne le fondamenta nel secolo successivo.
Durante il XIII secolo la maggior parte dei vescovi fu di origine friulana e durante il loro dominio la città si avvicinò al Patriarcato, anche per eludere l'influsso diretto dell'impero. Quando alla fine del secolo le città istriane si arresero a Venezia, Trieste pensò bene di stipulare un'alleanza ufficiale con Aquileia. L'intento era quello di por fine alla guerra con la Serenissima, ma la tregua durò ben poco. Oltre a ciò, l'epoca del dominio vescovile volgeva al termine, e solo per cause economiche.

## Il potere diventa laico
Secondo le leggi vigenti a quei tempi, i cittadini non avevano il dovere di sostenere le spese di una guerra, bensì dovevano farsene carico i signori della città. Ecco perché, dopo una lunga serie di guerre con Venezia, Trieste fu scena di un capovolgimento storico. Mentre i vescovi si riducevano al lastrico, i cittadini si arricchivano.
I boni homines (come venivano chiamati i rappresentanti dei cittadini nella comunitas) erano stati per tutta la durata del dominio vescovile solo impiegati amministrativi e incaricati dell'ordine pubblico. Ma viste le necessità economiche della Diocesi, non esitarono a comprarsi l'autorità nel senso più letterale del termine. Nell'anno 1236, ad esempio, il vescovo Giovanni IV vendette alcuni diritti e con il ricavato pagò le spese derivanti da una lite con i Duchi di Carinzia. Nel 1253 il vescovo Volrico De Portis si trovò nell'impossibilità di far fronte ai debiti e si risolse di coprirli con il ricavato di un contratto con la comunitas. Così si privò della carica di giudice e del diritto di nominare giudici, annullò tutte le decime che sino ad allora erano state imposte dalla Chiesa, e rinunciò addirittura a battere moneta. In questo modo il potere passava gradatamente dai vescovi all'amministrazione cittadina. L'atto finale fu firmato dal vescovo Brissa De Toppo che nel 1295 cedette tutto il rimanente potere politico per duecento pezzi d'argento.

## Importanza storica
Si può ben dire che nel periodo in cui i vescovi esercitarono il potere temporale nella città di Trieste, nessun progresso venne raggiunto né nello sviluppo economico né nella cultura cittadina. Bisogna infatti considerare che nei primi tempi gli sforzi delle autorità erano volti a consolidare i confini del territorio, e poi subentrò il conflitto con Venezia che per più di duecento anni catturò ogni attenzione dei potenti, mentre il popolo doveva arrangiarsi per la mera sopravvivenza. La vera importanza storica del periodo sta nella nascita di una coscienza civica e di un'amministrazione organizzata, ma soprattutto nell'acquisita certezza del diritto all'indipendenza da Venezia.